# Lijst van voetbalinterlands Malediven - Nepal
Deze lijst van voetbalinterlands is een overzicht van alle officiële voetbalinterlands tussen de nationale teams van de Malediven en Nepal. De landen hebben tot nu toe zeventien keer tegen elkaar gespeeld. De eerste ontmoeting was een wedstrijd op 18 september 1984 in Kathmandu, tijdens de Zuid-Aziatische Spelen 1984. De laatste wedstrijd, een wedstrijd tijdens de Zuid-Azië Cup 2021, werd gespeeld op 1 oktober 2021 in Malé.

## Wedstrijden
| №  | Plaats    | Datum             | Competitie                  | Wedstrijd         | Uitslag |
| -- | --------- | ----------------- | --------------------------- | ----------------- | ------- |
| 1  | Kathmandu | 18 september 1984 | Zuid-Aziatische Spelen 1984 | Nepal − Malediven | 4 − 0   |
| 2  | Islamabad | 20 oktober 1989   | Zuid-Aziatische Spelen 1989 | Malediven − Nepal | 0 − 0   |
| 3  | Colombo   | 24 december 1991  | Zuid-Aziatische Spelen 1991 | Nepal − Malediven | 0 − 1   |
| 4  | Dhaka     | 24 december 1993  | Zuid-Aziatische Spelen 1993 | Malediven − Nepal | 0 − 0   |
| 5  | Chennai   | 19 december 1995  | Zuid-Aziatische Spelen 1995 | Nepal − Malediven | 1 − 0   |
| 6  | Margao    | 27 april 1999     | Zuid-Azië Cup 1999          | Nepal − Malediven | 2 − 3   |
| 7  | Margao    | 1 mei 1999        | Zuid-Azië Cup 1999          | Malediven − Nepal | 2 − 0   |
| 8  | Kathmandu | 2 oktober 1999    | Zuid-Aziatische Spelen 1999 | Nepal − Malediven | 2 − 1   |
| 9  | Dhaka     | 15 januari 2003   | Zuid-Azië Cup 2003          | Nepal − Malediven | 2 − 3   |
| 10 | Malé      | 5 juni 2008       | Zuid-Azië Cup 2008          | Malediven − Nepal | 4 − 1   |
| 11 | Dhaka     | 5 december 2009   | Zuid-Azië Cup 2009          | Malediven − Nepal | 1 − 1   |
| 12 | New Delhi | 2 december 2011   | Zuid-Azië Cup 2011          | Malediven − Nepal | 1 − 1   |
| 13 | Kathmandu | 10 maart 2012     | AFC Challenge Cup 2012      | Nepal − Malediven | 0 − 1   |
| 14 | New Delhi | 23 augustus 2012  | Vriendschappelijk           | Malediven − Nepal | 2 − 1   |
| 15 | Dhaka     | 19 januari 2016   | Vriendschappelijk           | Malediven − Nepal | 1 − 4   |
| 16 | Dhaka     | 12 september 2018 | Zuid-Azië Cup 2018          | Nepal − Malediven | 0 − 3   |
| 17 | Malé      | 1 oktober 2021    | Zuid-Azië Cup 2021          | Nepal − Malediven | 1 − 0   |

## Samenvatting
| Competitie             | Totaal gespeeld | Winst Malediven | Gelijk | Winst Nepal | Doelsaldo Malediven – Nepal |
| ---------------------- | --------------- | --------------- | ------ | ----------- | --------------------------- |
| AFC Challenge Cup      | 1               | 1               | 0      | 0           | 1 − 0                       |
| Zuid-Azië Cup          | 8               | 5               | 2      | 1           | 17 − 8                      |
| Zuid-Aziatische Spelen | 6               | 1               | 2      | 3           | 2 − 7                       |
| Vriendschappelijk      | 2               | 1               | 0      | 1           | 3 − 5                       |
| Totaal                 | 17              | 8               | 4      | 5           | 23 − 20                     |

FAM · A-internationals · Maldivisch vrouwenelftal
1980 - 1989 · 
1990 - 1999 · 
2000 – 2009 · 
2010 – 2019 ·
2020 − 2029
Afghanistan ·
Bahrein ·
Bangladesh ·
Bhutan ·
Brunei ·
Cambodja ·
China ·
Comoren ·
Filipijnen ·
Guam ·
Hongkong ·
India ·
Indonesië ·
Iran ·
Jemen ·
Kirgizië ·
Laos ·
Libanon ·
Maleisië ·
Mauritius ·
Mongolië ·
Myanmar ·
Nepal ·
Oezbekistan ·
Oman ·
Pakistan ·
Palestina ·
Qatar ·
Seychellen ·
Singapore ·
Sri Lanka ·
Syrië ·
Tadzjikistan ·
Thailand ·
Turkmenistan ·
Vietnam ·
Zuid-Korea
ANFA · A-internationals · Nepalees vrouwenelftal
1972 – 1989 ·
1990 – 1999 ·
2000 – 2009 ·
2010 – 2019 ·
2020 – 2029
Afghanistan ·
Algerije ·
Australië ·
Bahrein ·
Bangladesh ·
Bhutan ·
Brunei ·
Cambodja ·
China ·
Filipijnen ·
Hongkong ·
India ·
Indonesië ·
Irak ·
Iran ·
Japan ·
Jemen ·
Jordanië ·
Kazachstan ·
Kirgizië ·
Koeweit ·
Laos ·
Macau ·
Malediven ·
Maleisië ·
Mauritius ·
Myanmar ·
Noord-Korea ·
Oman ·
Oost-Timor ·
Pakistan ·
Palestina ·
Saoedi-Arabië · 
Singapore ·
Sri Lanka ·
Syrië ·
Tadzjikistan · 
Taiwan ·
Thailand · 
Turkmenistan ·
Verenigde Arabische Emiraten ·
Vietnam ·
Zuid-Korea